# مکسیس
مکسیس (انگلیسی: Maxxis) شرکت تولید صنعتی تایوانی است، که در سال ۱۹۶۷ تأسیس شد.